# Garrett Hardin
James Garrett Hardin (Dallas, 21 de abril de 1915-Santa Bárbara, 14 de septiembre de 2003) fue un ecólogo estadounidense que advirtió de los peligros de la sobrepoblación. Su exposición de la «tragedia de los bienes comunes», en un artículo homónimo de 1968, llama la atención sobre «el daño que las acciones inocentes de los individuos puedan causar al medio ambiente». Hardin también es conocido por la Primera Ley de Hardin de Ecología Humana, «No se puede hacer sólo una cosa», que expresa la interconexión de todas las acciones.
El Centro Legal sobre la Pobreza Sureña (Southern Poverty Law Center, SPLC) lo considera un nacionalista blanco, racista, nativista, etnonacionalista y cuasifascista, además de ser considerado eugenista e islamófobo.

## Biografía
Hardin recibió una licenciatura en zoología de la Universidad de Chicago en 1936 y un doctorado en microbiología de la Universidad de Stanford en 1941. Pasando a la Universidad de California en Santa Bárbara en 1946, se desempeñó allí como profesor de Ecología Humana desde 1963 hasta su jubilación en 1978. Fue uno de los primeros miembros de la Society for General Systems Research.

## «La tragedia de los comunes»

### «La libertad de engendrar será la ruina de todos»
Según el SPLC, Hardin fue uno de los dirigentes de la Federación para la Reforma de la Inmigración Estadounidense (Federation for American Immigration Reform, FAIR) y un modelo para su fundador, el nacionalista blanco John Tanton. El SPLC también afirma que Hardin recibió fondos de la asociación racista Pioneer Fund y los utilizó para ampliar su ensayo de 1968 «La tragedia de los comunes», donde anunció: «La libertad de engendrar será la ruina de todos».